# Knooppunt Deil
Het Knooppunt Deil is een knooppunt in de Nederlandse provincie Gelderland. Op dit klaverturbineknooppunt ten zuidwesten van het dorp Deil kruist de A2 de A15.

## Aanleg
In 1939 werd bij Deil een T-splitsing geopend.

## Eerste ombouw
In 1957 werd deze omgebouwd tot een verkeersplein met verkeerslichten.

## Tweede ombouw
In 1989 is het knooppunt omgebouwd tot een volledig klaverblad met rangeerbanen.

## Derde ombouw
In 2010 is een nieuwe verbindingsboog gebouwd tussen de A2 vanuit Utrecht en de A15 richting Tiel. De boog gaat onder de Betuweroute en de A15 door, en daarna als fly-over over de A2. Daarmee is Deil een klaverturbineknooppunt.

## Richtingen knooppunt
| Aansluitende wegen                         | Aansluitende wegen     | Aansluitende wegen                                 | Aansluitende wegen | Aansluitende wegen |
| ------------------------------------------ | ---------------------- | -------------------------------------------------- | ------------------ | ------------------ |
|                                            |                        | richting Utrecht / Amsterdam                       |                    |                    |
|                                            |                        |                                                    |                    |                    |
| richting Gorinchem / Rotterdam / Europoort | richting Tiel / Bemmel |                                                    |                    |                    |
|                                            |                        |                                                    |                    |                    |
|                                            |                        | richting 's-Hertogenbosch / Eindhoven / Maastricht |                    |                    |

Almere · Amstel · Arnestein · Assen · Azelo · Badhoevedorp · Bankhoef · Batadorp · Beekbergen · Benelux · Beverwijk · Bodegraven ·  Boterdiep ·  Buren · Burgerveen · Coenplein · De Baars · De Hoek · De Hogt · De Nieuwe Meer · De Poel · De Punt · De Stok · Deil · Diemen · Drachten · Drie Klauwen · Eemnes · Ekkersweijer · Emmeloord · Empel · Euvelgunne · Everdingen · Ewijk · Galder · Gooimeer · Gorinchem · Gouwe · Grijsoord · Hattemerbroek · Heerenveen · Hellegatsplein · Het Vonderen · Hintham · Hoevelaken · Hofvliet · Holendrecht · Holsloot · Hoogeveen · Hooipolder · IJmuiden (niet officieel) · Joure · Julianaplein · Kerensheide · Kethelplein · Klaverpolder · Kleinpolderplein · Kooimeer · Kruisdonk · Kunderberg · Lankhorst · Leenderheide · Lunetten · Maanderbroek · Markiezaat · Muiderberg · Neerbosch · Noordhoek · Ommedijk · Oud-Dijk · Oudenrijn · Paalgraven · Princeville · Prins Clausplein · Raasdorp ·  Reitdiep ·  Ressen · Ridderkerk · Rijkevoort · Rijnsweerd · Rottepolderplein · Rozenburg · Sabina · Sint-Annabosch · Stelleplas · Slufter · Ten Esschen · Terbregseplein · Tiglia · Vaanplein · Valburg · Velperbroek · Velsen · Vlaardingen · Vught · Waterberg · Watergraafsmeer · Werpsterhoek · Westerlee · Ypenburg · Zaandam · Zaarderheiken · Zonzeel · Zoomland · Zuidbroek · Zurich

Geplande knooppunten:
De Liemers · Zestienhoven

Voormalige knooppunten:
Bocholtz · Ekkersrijt · Europaplein (Groningen) · Europaplein (Maastricht) · Lindenholt